# Петерс, Тим
Тим Питерс (Tim Peters) — американский разработчик программного обеспечения, который создал алгоритм гибридной сортировки Timsort, внес большой вклад в язык программирования Python и его оригинальную реализацию CPython, а также известен в сообществе Python. Пользователь CPython до 1.0, он был среди ранних пользователей, которые внесли свой вклад в детальное проектирование языка на его ранних стадиях. Позже он создал алгоритм Тимсорта (основанный на более ранней работе по использованию «скачущего» поиска), который использовался в Python начиная с версии 2.3, а также в других широко используемых вычислительных платформах . Он также предоставил модули doctest и timeit для стандартной библиотеки Python.
Питерс также написал Дзен Питона, задуманный как формулировка философии дизайна Python, которая была включена в официальную литературу по Python как Python Enhancement Proposal 20, а в интерпретаторе Python — как пасхальное яйцо. Он внес главу об алгоритмах в Поваренную книгу Python. С 2001 по 2014 год он был активным членом совета директоров Python Software Foundation. Питерс был влиятельным автором списков рассылки Python. Он также является высокопоставленным участником форума Stack Overflow, в основном для ответов, касающихся Python.
Прошлые работодатели Питерса включают Исследование Кендалла-Сквер. Тим Питерс был удостоен награды Python Software Foundation за выдающиеся заслуги за 2017 год.